# Ebola-udbruddet i Vestafrika 2014
Ebola-udbruddet i 2014 er en igangværende epidemi af ebola i de vestafrikanske lande i Sierra Leone, Liberia, Guinea, Nigeria og Senegal. Epidemien toppede i august-september 2014. Udbruddet er det mest alvorlige nogensinde. Der blev i november 2014 berettet om mere end 14.000 smittede og mere end 5.160 dødsfald.Den 8. august 2014 klassificerede WHO Ebola udbruddet som en nødsituation i international offentlig sundhed.
Epidemien klingede af i 2015, og i maj 2015 erklærede WHO, at der ikke i Liberia var rapporteret nye tilfælde i seks uger (det dobbelte af sygdommens inkubationstid), hvorfor landet kan betragtes som fri for ebola. Der er dog fortsat sygdomstilfælde i nabolandene.
Ebola er en dødelig sygdom forårsaget af Ebola-virus, og det har hidtil kun fundet sted i Subsaharisk Afrika. Ebolavirus spreder sig mellem mennesker gennem kropsvæsker, såsom blod og spyt.
Man regner med at ebola er en zoonose, en sygdom overført fra dyr, og at flagermus er et reservoir for ebolavirus.

## Oprindelse
I februar 2014 konstateredes et nyt udbrud af ebola i Guinea i Vestafrika. Udbruddet i Guinea blev identificeret som værende et EBO-Z-udbrud og havde en dødelighedsprocent på 65,5%. Udbruddet har i 2014 spredt sig til nabolandene Liberia, Sierra Leone og Nigeria og er det hidtil mest omfattende udbrud. I modsætning til tidligere udbrud har 2014-udbruddet spredt sig over større områder, ligesom der er blevet konstateret smittede i byområder.

## Udvikling
Læger uden grænser oplyste den 20. juni 2014, at udbruddet var "fuldstændig ude af kontrol", og at det var nødvendigt med en væsentlig forøgelse af indsatsen mod epidemien for at kunne inddæmme denne. Læger uden grænser påpegede endvidere problemerne med lokalbefolkningens modvilje mod at tage forholdsregler mod smittespredning. Mange smittede søger ikke læge, men bliver i hjemmene, ligesom begravelse af døde først sker mange dage efter dødsfaldet, hvilket ligeledes er en medvirkende faktor til smittespredning.
Der har været enkelte tilfælde af smitte udenfor Vestafrika, men langt den overvejende af tilfældene er fundet sted i Guinea, Liberia og Sierra Leone.
| Lande        | Tilfælde | Døde  | Sidste opdatering                    |
| ------------ | -------- | ----- | ------------------------------------ |
| Liberia      | 7.790    | 3.290 | 9. december 2014                     |
| Sierra Leone | 8.069    | 2.231 | 10. december 2014                    |
| Guinea       | 2.339    | 1.454 | 9. december 2014                     |
| Nigeria      | 20       | 8     | Udbrud sluttede 20. oktober 2014     |
| Mali         | 8        | 6     | 23. november 2014                    |
| USA          | 4        | 1     | 16. november 2014                    |
| Senegal      | 1        | 0     | Udbrud sluttede 17. oktober 2014     |
| Spanien      | 1        | 0     | Udbrud sluttede den 2. december 2014 |
| Total        | 18.232   | 6.990 | Skabelon:As of                       |